# Théo Martin
Théo Martin, née le 20 juillet 1895 à Nice où elle est morte le 3 septembre 1976, est une poétesse, auteur dramatique, journaliste et auteur de chansons française du XXe siècle.

## Biographie
Théotiste Louise Mathilde Martin, née le 20 juillet 1895 à Nice, est la fille de Jean Baptiste Martin (né vers 1866), secrétaire d'hôtel, maire de Saint-Jean-Cap-Ferrat de 1920 à 1927 et de Mathilde Jeanne Perdriat (née vers 1864).
Elle entre à 19 ans dans le monde des lettres avec Arlequinade, pièce jouée à Nice le 17 avril 1914, qu'elle écrit et dont elle tient également un rôle. Membre de la Société des gens de lettres dès 1919, la carrière littéraire de Théo Martin est riche et variée, elle est poétesse, auteur de théâtre et parolière de mélodies et de livrets d’opérettes. Elle est l'auteur des chansons officielles du Carnaval de Nice en 1928, 1930 et 1949. Parallèlement, elle mène une carrière de journaliste de presse et de radio, collaborant avec des journaux comme Les Fleurs d'or (dont elle est rédacteur en chef), Le Petit Niçois, Septimanie, La Revue des indépendants et L’Espoir. 
En 1923, elle inaugure aux côtés de son père le monument à la gloire des morts pour la France de Saint-Jean-Cap-Ferrat où celui-ci est maire. Après les allocutions, elle lit le poème Aux Morts de Saint-Jean-Cap-Ferrat dont elle est l'auteur. 
Elle fonde et préside pendant de nombreuses années le Salon des poètes de Nice et le Grand prix des poètes de la ville de Nice,. Elle présente à partir de 1931, sur la radio Cannes-Nice-Juan-les-pins les auditions mensuelles d'œuvres de poètes contemporains. Jules Belleudy écrit qu'elle est « douée d'une excellente diction, d’une voix ardente et mélodieuse, elle lit les œuvres qu’elle choisit parmi les productions contemporaines. On y vient en foule ». 
Théo Martin meurt à Nice le 3 septembre 1976.

## Œuvres principales
- Arlequinade, 1914[2]
- Les Chants qui pleurent, poèmes, 1916[15]
- L'Aube grise, poèmes, 1917[16]
- Sur un vieux thème, poèmes, 1921
- La Sonate improvisée, 1927
- Le Roi Siber, théâtre, 1931
- Le Voyage dans ton cœur, poèmes, 1933
- Film parlant, théâtre, 1933
- L’Écrin de chair, poèmes, 1939
- De soleil et de brumes, poèmes, 1966

## Distinctions
- 1929 : Académie française - Prix Archon-Despérouses pour La sonate improvisée
- 1942 : Académie française - Prix Caroline Jouffroy-Renault pour L’Écrin de chair
- 1945 : Académie française - Prix Jean Bouscatel pour Pax[17]
- Officier d'académie, arrêté du 21 janvier 1931[18]
- Officier de l'Instruction publique, arrêté du 15 février 1935[19]
- 1920 : Société nationale de l'encouragement au bien - Médaille de vermeil de poésie[20]